# Standlake
Standlake är en ort och civil parish i Storbritannien.   Den ligger i grevskapet Oxfordshire och riksdelen England, i den södra delen av landet, 90 km väster om huvudstaden London. Standlake ligger 68 meter över havet och antalet invånare är 1 497.
Terrängen runt Standlake är platt. Runt Standlake är det ganska tätbefolkat, med 207 invånare per kvadratkilometer. Närmaste större samhälle är Oxford, 11,9 km öster om Standlake. Trakten runt Standlake består till största delen av jordbruksmark.